# Franse Gemeenschapsraad (samenstelling 1981-1985)
Dit is de lijst van de leden van de Franse Gemeenschapsraad in de legislatuur 1981-1985. De Franse Gemeenschapsraad was de voorloper van het Parlement van de Franse Gemeenschap en werd nog niet rechtstreeks verkozen.
De legislatuur 1981-1985 telde 137 leden. Dit waren de 92 leden van de Franse taalgroep uit de Kamer van volksvertegenwoordigers verkozen bij de verkiezingen van 8 november 1981 en de 45 rechtstreeks gekozen leden van de Franse taalgroep uit de Belgische Senaat, eveneens verkozen op 8 november 1981.
De legislatuur ging van start op 22 december 1981 en eindigde op 27 juni 1985.
De Franse Gemeenschapsraad controleerde die legislatuur de werking van de Franstalige Regering-Moureaux I, een meerderheid gevormd door PS en PRL. De oppositie bestond dus uit PSC, FDF, RW, Ecolo, PCB en UDRT.
Normaal gezien moesten er 136 leden zijn. De Franstalige senator Jules Peetermans, door apparentering toevallig verkozen in de Nederlandstalige kieskring Leuven en die door het dubbelmandaat eigenlijk in de Vlaamse Raad moet zetelen, kreeg de echter de toestemming om in de Franse Gemeenschapsraad te zetelen.

## Samenstelling
| Begin legislatuur (1981) | Begin legislatuur (1981) | Begin legislatuur (1981) | Einde legislatuur (1985) | Einde legislatuur (1985) | Einde legislatuur (1985) |
| Fractie                  | Fractie                  | Zetels                   | Fractie                  | Fractie                  | Zetels                   |
| ------------------------ | ------------------------ | ------------------------ | ------------------------ | ------------------------ | ------------------------ |
|                          | PS                       | 53                       |                          | PS                       | 54                       |
|                          | PRL                      | 35                       |                          | PRL                      | 35                       |
|                          | PSC                      | 26                       |                          | PSC                      | 26                       |
|                          | FDF-RW-Ecolo-PCB         | 20                       |                          | FDF-RW-Ecolo-PCB         | 18                       |
|                          | UDRT                     | 3                        |                          | UDRT                     | 3                        |
|                          |                          |                          |                          | Onafhankelijk            | 1                        |

Wijzigingen in fractiesamenstelling:
- In 1983 verlaat Roger Nols zijn partij FDF. Hij zetelt vanaf dan als onafhankelijke, ook al stapt hij in 1984 over naar de PRL.
- In 1985 verlaat Léon Defosset zijn partij FDF. Hij stapt over naar de PS.

## Lijst van de parlementsleden
| Volksvertegenwoordiger          | Partij | Kieskring                                   | Opmerkingen |
| ------------------------------- | ------ | ------------------------------------------- | --- |
| Paul Vanden Boeynants           | PSC    | Brussel                                     | |
| José Desmarets                  | PSC    | Brussel                                     | |
| Jean-Louis Thys                 | PSC    | Brussel                                     | Voorzitter van de commissie Jeugd en Permanente Vorming. |
| Edgard D'Hose                   | PS     | Brussel                                     | Vervangt vanaf 26 juni 1984 Henri Simonet, die de PS verlaat en zijn zetel aan zijn partij teruggeeft. |
| Philippe Moureaux               | PS     | Brussel                                     | |
| François Guillaume              | PS     | Brussel                                     | Ondervoorzitter. |
| Hervé Brouhon                   | PS     | Brussel                                     | Voorzitter van de commissie Gezondheid en Sport. |
| Robert Henrion                  | PRL    | Brussel                                     | |
| Georges Mundeleer               | PRL    | Brussel                                     | |
| Edouard Klein                   | PRL    | Brussel                                     | Vanaf 18 oktober 1984 voorzitter van de commissie Algemene Zaken, Reglement en Comptabiliteit. |
| Omer Huylebrouck                | PRL    | Brussel                                     | |
| Armand De Decker                | PRL    | Brussel                                     | Secretaris tot 16 oktober 1984 en voorzitter van de PRL-fractie vanaf 16 oktober 1984. |
| Antoinette Spaak                | FDF    | Brussel                                     | |
| Léon Defosset                   | FDF    | Brussel                                     | Stapt op 5 maart 1985 over naar de PS-fractie. |
| Roger Nols                      | FDF    | Brussel                                     | Zetelt vanaf 27 april 1983 als onafhankelijke. |
| Lucien Outers                   | FDF    | Brussel                                     | Voorzitter van de commissie Internationale Betrekkingen. |
| Georges Clerfayt                | FDF    | Brussel                                     | |
| Basile-Jean Risopoulos          | FDF    | Brussel                                     | |
| Robert Hendrick                 | UDRT   | Brussel                                     | |
| Pascal Deroubaix                | UDRT   | Brussel                                     | |
| Olivier Deleuze                 | Ecolo  | Brussel                                     | |
| Valmy Féaux                     | PS     | Nijvel                                      | |
| Louis Michel                    | PRL    | Nijvel                                      | |
| Serge Kubla                     | PRL    | Nijvel                                      | |
| Mathilde Boniface               | RW     | Nijvel                                      | |
| Didier Bajura                   | PCB    | Nijvel                                      | Vervangt vanaf 18 oktober 1983 Jacques Nagels, die lid wordt van het Politiek Bureau van de PCB en dit niet wil combineren met het mandaat van parlementslid. |
| Philippe Maystadt               | PSC    | Charleroi-Thuin                             | |
| Gérard le Hardÿ de Beaulieu     | PSC    | Charleroi-Thuin                             | |
| Philippe Busquin                | PS     | Charleroi-Thuin                             | |
| Roland Lemoine                  | PS     | Charleroi-Thuin                             | Vervangt vanaf 16 oktober 1984 Ernest Glinne, die lid wordt van het Europees Parlement. Glinne zelf verving van 19 mei 1983 tot 26 juni 1984 Jean-Claude Van Cauwenberghe, die burgemeester van Charleroi werd.                                                                  |
| Jean-Pol Henry                  | PS     | Charleroi-Thuin                             | Vervangt vanaf 19 mei 1983 Jacques Van Gompel, die schepen van Charleroi wordt. |
| André Baudson                   | PS     | Charleroi-Thuin                             | |
| Marc Harmegnies                 | PS     | Charleroi-Thuin                             | |
| Jacques Collart                 | PS     | Charleroi-Thuin                             | |
| Etienne Knoops                  | PRL    | Charleroi-Thuin                             | |
| Charles Petitjean               | PRL    | Charleroi-Thuin                             | Voorzitter van de commissie Familie en Sociale Bijstand. |
| Albert Liénard                  | PSC    | Bergen-Zinnik                               | |
| Robert Urbain                   | PS     | Bergen-Zinnik                               | |
| Yvon Biefnot                    | PS     | Bergen-Zinnik                               | Voorzitter van de PS-fractie en voorzitter van de commissie Radio en Televisie. |
| Yvon Harmegnies                 | PS     | Bergen-Zinnik                               | |
| Maurice Lafosse                 | PS     | Bergen-Zinnik                               | |
| Jacqueline Ghevaert-Croquet     | PRL    | Bergen-Zinnik                               | Vervangt vanaf 6 februari 1985 de overleden Jacques Mevis. Mevis zelf verving van 10 juni 1983 tot 19 december 1984 Michel Tromont, die provinciegouverneur van Henegouwen werd.                                                                                                 |
| René Jérôme                     | PSC    | Bergen-Zinnik                               | |
| Richard Gondry                  | PS     | Bergen-Zinnik                               | |
| Jean Delhaye                    | PS     | Bergen-Zinnik                               | |
| Guy Pierard                     | PRL    | Bergen-Zinnik                               | |
| Albert Lernoux                  | PSC    | Charleroi-Thuin                             | |
| Willy Burgeon                   | PS     | Charleroi-Thuin                             | |
| Paul Henrotin                   | PRL    | Charleroi-Thuin                             | Vervangt vanaf 16 oktober 1984 Daniel Ducarme, die lid wordt van het Europees Parlement. Daniel Ducarme was van 11 januari 1982 tot 24 juli 1984 voorzitter van de PRL-fractie, alsook tot 24 juli 1984 voorzitter van de commissie Algemene Zaken, Reglement en Comptabiliteit. |
| Jean-Pierre Detremmerie         | PSC    | Doornik-Aat-Moeskroen                       | |
| Marc Lestienne                  | PSC    | Doornik-Aat-Moeskroen                       | |
| Jean-Baptiste Delhaye           | PS     | Doornik-Aat-Moeskroen                       | |
| Jean-Pierre Perdieu             | PS     | Doornik-Aat-Moeskroen                       | |
| Georgette Brenez                | PS     | Doornik-Aat-Moeskroen                       | Secretaris. |
| André Bertouille                | PRL    | Doornik-Aat-Moeskroen                       | |
| Denis D'hondt                   | PRL    | Doornik-Aat-Moeskroen                       | Secretaris vanaf 16 oktober 1984. |
| Guy Coëme                       | PS     | Hoei-Borgworm                               | |
| Robert Collignon                | PS     | Hoei-Borgworm                               | |
| Daniel Fedrigo                  | PCB    | Hoei-Borgworm                               | |
| Jean-Pierre Grafé               | PSC    | Luik                                        | Voorzitter van de PSC-fractie vanaf 11 januari 1982. |
| Michel Hansenne                 | PSC    | Luik                                        | |
| André Cools                     | PS     | Luik                                        | |
| Claude Dejardin                 | PS     | Luik                                        | |
| Guy Mathot                      | PS     | Luik                                        | |
| Alain Van der Biest             | PS     | Luik                                        | |
| Gaston Onkelinx                 | PS     | Luik                                        | |
| Jean Mottard                    | PS     | Luik                                        | |
| Edmond Rigo                     | PS     | Luik                                        | Rigo overlijdt op 24 augustus 1985, maar wordt niet meer vervangen. |
| Jean Gol                        | PRL    | Luik                                        | |
| Jean Defraigne                  | PRL    | Luik                                        | |
| Philippe Monfils                | PRL    | Luik                                        | |
| Henri Mordant                   | RW     | Luik                                        | |
| José Daras                      | Ecolo  | Luik                                        | |
| Melchior Wathelet               | PSC    | Verviers                                    | |
| Albert Gehlen                   | PSC    | Verviers                                    | |
| Yvan Ylieff                     | PS     | Verviers                                    | Voorzitter van de commissie Onderwijs en Wetenschappelijk Onderzoek. |
| André Damseaux                  | PRL    | Verviers                                    | |
| Alfred Evers                    | PRL    | Verviers                                    | |
| Charles-Ferdinand Nothomb       | PSC    | Aarlen-Marche-Bastenaken-Neufchâteau-Virton | |
| Jacques Santkin                 | PS     | Aarlen-Marche-Bastenaken-Neufchâteau-Virton | Vervangt vanaf 16 oktober 1984 Marcel Remacle, die lid wordt van het Europees Parlement. Marcel Remacle was secretaris tot 31 juli 1984. |
| Louis Olivier                   | PRL    | Aarlen-Marche-Bastenaken-Neufchâteau-Virton | |
| Joseph Michel                   | PSC    | Aarlen-Marche-Bastenaken-Neufchâteau-Virton | |
| Jean Militis                    | PRL    | Aarlen-Marche-Bastenaken-Neufchâteau-Virton | |
| Emile Wauthy                    | PSC    | Namen-Dinant-Philippeville                  | |
| Roger Delizée                   | PS     | Namen-Dinant-Philippeville                  | |
| Charles Cornet d'Elzius         | PRL    | Namen-Dinant-Philippeville                  | |
| Léon Remacle                    | PSC    | Namen-Dinant-Philippeville                  | Ondervoorzitter. |
| Robert Denison                  | PS     | Namen-Dinant-Philippeville                  | |
| Bernard Anselme                 | PS     | Namen-Dinant-Philippeville                  | Secretaris vanaf 16 oktober 1984. |
| Charles Poswick                 | PRL    | Namen-Dinant-Philippeville                  | Ondervoorzitter tot 19 oktober 1982, parlementsvoorzitter vanaf 16 oktober 1984. |
| Jean Barzin                     | PRL    | Namen-Dinant-Philippeville                  | |
| Cécile Goor-Eyben               | PSC    | Brussel                                     | |
| André Lagasse                   | FDF    | Brussel                                     | Voorzitter van de Ecolo-FDF-RW-PCB-fractie. |
| Jacques Lepaffe                 | FDF    | Brussel                                     | |
| Roland Gillet                   | FDF    | Brussel                                     | Secretaris. |
| Guy Cudell                      | PS     | Brussel                                     | Voorzitter van de commissie Schone Kunsten. |
| Albert Demuyter                 | PRL    | Brussel                                     | |
| Robert Close                    | PRL    | Brussel                                     | |
| Jean-Pierre de Clippele         | UDRT   | Brussel                                     | |
| Pierre Van Roye                 | Ecolo  | Brussel                                     | |
| Jules Peetermans                | FDF    | Leuven                                      | Vervangt vanaf 22 december 1981 Armand Tournis, die beslist om niet te zetelen. De Franstalige Armand Tournis werd door apparentering verkozen in de Nederlandstalige kieskring Leuven. Peetermans krijgt desondanks de toestemming om in de Franse Gemeenschapsraad te zetelen. |
| René Basecq                     | PS     | Nijvel                                      | |
| André Jandrain                  | PS     | Nijvel                                      | |
| Charles Aubecq                  | PRL    | Nijvel                                      | |
| Pierre Mainil                   | PSC    | Bergen-Zinnik                               | |
| Fernand Delmotte                | PS     | Bergen-Zinnik                               | |
| Edgard Hismans                  | PS     | Bergen-Zinnik                               | |
| Jules Vercaigne                 | PCB    | Bergen-Zinnik                               | |
| André Lagneau                   | PRL    | Bergen-Zinnik                               | |
| Alfred Califice                 | PSC    | Charleroi-Thuin                             | |
| Jacques Hoyaux                  | PS     | Charleroi-Thuin                             | |
| Théophile Toussaint             | PS     | Charleroi-Thuin                             | |
| Nestor-Hubert Pécriaux          | PS     | Charleroi-Thuin                             | |
| Claudette Coorens               | PS     | Charleroi-Thuin                             | |
| Jacqueline Mayence-Goossens     | PRL    | Charleroi-Thuin                             | |
| Jean-Marie Hamelle              | Ecolo  | Charleroi-Thuin                             | Vervangt vanaf 18 april 1985 de overleden Simone Jortay-Lemaire. |
| Jean Kevers                     | PSC    | Doornik-Aat-Moeskroen                       | |
| Guy Spitaels                    | PS     | Doornik-Aat-Moeskroen                       | |
| Pierre Descamps                 | PRL    | Doornik-Aat-Moeskroen                       | |
| Huberte Hanquet                 | PSC    | Luik                                        | |
| Charles Minet                   | PS     | Luik                                        | Vervangt vanaf 16 oktober 1984 Irène Pétry, die rechter aan het Arbitragehof wordt. Pétry was tot 19 oktober 1982 parlementsvoorzitter en van 19 oktober 1982 tot 9 oktober 1984 ondervoorzitter.                                                                                |
| Jean-Maurice Dehousse           | PS     | Luik                                        | |
| Freddy Donnay                   | PS     | Luik                                        | Ondervoorzitter vanaf 16 oktober 1984. |
| Gaston Paque                    | PS     | Luik                                        | |
| Pierre Clerdent                 | PRL    | Luik                                        | |
| Joseph Remacle Bonmariage       | PRL    | Luik                                        | Vervangt vanaf 16 oktober 1984 Jacques Wathelet, die rechter aan het Arbitragehof wordt. |
| Fernand Hubin                   | PS     | Hoei-Borgworm                               | |
| Henri Mouton                    | PS     | Hoei-Borgworm                               | |
| Pierre Wintgens                 | PSC    | Verviers                                    | Vervangt vanaf 6 maart 1985 de overleden Georges Gramme. |
| Jean Gillet                     | PRL    | Verviers                                    | |
| Colette Saive-Boniver           | Ecolo  | Verviers                                    | Vervangt vanaf 27 januari 1983 Alphonse Royen, die uit ontevredenheid ontslag neemt. |
| Guy Lutgen                      | PSC    | Aarlen-Marche-Bastenaken-Neufchâteau-Virton | |
| Marie-Thérèse Godinache-Lambert | PRL    | Aarlen-Marche-Bastenaken-Neufchâteau-Virton | |
| André Tilquin                   | PSC    | Namen-Dinant-Philippeville                  | |
| Jean-Baptiste Poulain           | PS     | Namen-Dinant-Philippeville                  | |
| Robert Belot                    | PS     | Namen-Dinant-Philippeville                  | |
| Jules Doumont                   | PRL    | Namen-Dinant-Philippeville                  | Vervangt vanaf 16 oktober 1984 Michel Toussaint, die lid wordt van het Europees Parlement. Toussaint was van 19 oktober 1982 tot 15 oktober 1984 parlementsvoorzitter. |